# Читта-Сант-Анджело

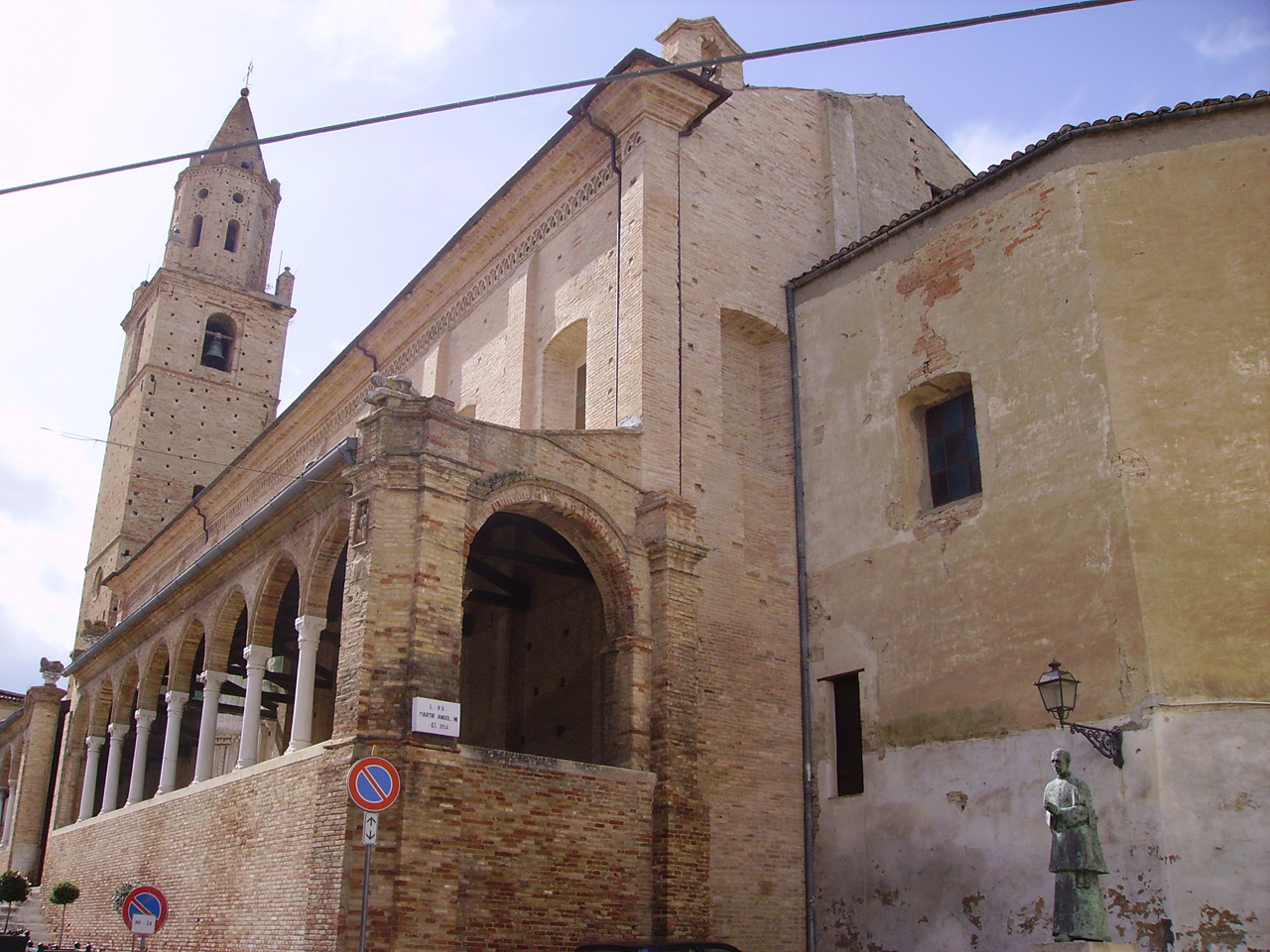

Читта-Сант-Анджело (італ. Città Sant'Angelo) — муніципалітет в Італії, у регіоні Абруццо, провінція Пескара.
Читта-Сант-Анджело розташована на відстані близько 150 км на північний схід від Рима, 60 км на схід від Л'Аквіли, 15 км на північний захід від Пескари.
Населення — 14 914 осіб (2014).
Покровитель — святий Архангел Михаїл.

## Демографія
Населення за роками:

Станом на 1 січня 2023 року в муніципалітеті офіційно проживало 835 іноземців з 61 країни, серед них 384 громадяни країн Євросоюзу та 52 громадяни України.

## Сусідні муніципалітети
- Атрі
- Каппелле-суль-Таво
- Коллекорвіно
- Еліче
- Монтезільвано
- Сільві